# Сумарокова, Наталья Платоновна
Наталья Платоновна Сумарокова — русская писательница, поэтесса и баснописец; сестра Панкратия Платоновича Сумарокова.

## Биография
Об её детстве информации практически не сохранилось, да и прочие биографические сведения о ней очень скудны и отрывочны; известно лишь, что  В 1786/7 году Н. П. Сумарокова сопровождала брата, который был по обвинению в подделке ассигнации, отправлен в ссылку в сибирский город Тобольск и там прожила вплоть до его возвращения на родину. 
Из-за обилия свободного времени в ссылке она, следом за братом стала пробовать свои силы на литературном поприще. Произведения и песни Наталии Платоновны Сумароковой печатались в основном в издававшемся П. П. Сумароковым журнале «Иртыш, превращающийся в Иппокрену»; среди них наибольшую известность получили следующие стихотворения и песни: «Утомится ль рок жестокий» (1790 г., январь, стр. 57); «Во всем пространстве» (стр. 59); «Стихи на смерть» (стр. 62); «Эпитафия» — начинается словами: «Лежащий здесь судья…» (1791 г., стр. 24); басня «Лягушка и Тростник» (1791 г., июнь, стр. 22).